# Klubben (naturreservat)
Klubben är ett naturreservat i Norsjö kommun i Västerbottens län.
Området är naturskyddat sedan 1995 och är 86 hektar stort. Reservatet ligger vid norra sidan av Rickleåns mynning i havet där reservatet avslutas med udden Klubben. Reservatet omfattar Nettingforsen och består av granskog, sandstränder och hällor mot vattnet.